# اییسکاس
اییسکاس (به اسپانیایی: Illescas, Toledo) یک شهرستان در اسپانیا است که در استان تولدو واقع شده‌است.

## خصوصیات
اییسکاس ۵۷ کیلومترمربع مساحت و ۱۵٬۸۳۰ نفر جمعیت دارد و ۵۸۳ متر بالاتر از سطح دریا واقع شده‌است.